# Athlone Town Stadium
Athlone Town Stadium (più comunemente conosciuto come Lissywollen) è uno stadio irlandese, situato ad Athlone, città della contea di Westmeath. Ha una capienza complessiva di 5 000 posti, seppure solo la metà a sedere.
Tuttavia sono in corso lavori per costruire un'altra tribuna, che aumenterebbe la capienza stessa a 10 000 persone.
È lo stadio di casa dell'Athlone Town Football Club e ha preso il posto del St. Mel's Park.